# Valerio Scanu (album)
Albums de Valerio Scanu
Sentimento
(10 avril 2009) Per tutte le volte che…
Singles
1. Ricordati di noi
Sortie : 18 septembre 2009
2. Polvere di stelle
Sortie : 27 novembre 2009

Valerio Scanu, publié le 16 octobre 2009 chez EMI Music Italy, est le deuxième travail discographique et le premier album du chanteur italien Valerio Scanu.
Réalisé pendant l'été 2009, l'album, qui contient sept chansons, a été anticipé par la sortie du single Ricordati di noi.
L'album a été certifié disque d'or, car il a vendu plus de 30 000 exemplaires. Le producteur est Charlie Rapino.
Le 4 décembre 2009 a été publiée la Valerio Scanu Christmas Edition, contenant les sept chansons présentes dans le CD original, plus deux bonus track (Non dirmi no et Per te) et deux chansons inédites (Pioggia e fuoco et Chiusa dentro me).
Toujours au mois de décembre débute le Valerio Scanu Tour.

## Vidéoclips officiels
De l'album sont tirés également trois vidéoclips:
| N° | Titres            | Date de sortie  | D'autres détails                                                                                            |
| -- | ----------------- | --------------- | --- |
| 1  | Ricordati di Noi  | septembre 2009  | Valerio Scanu chante devant un piano                                                                        |
| 2  | Ricordati di Noi  | 4 octobre 2009  | Mise en scène de Gaetano Morbioli; interprée par Valerio Scanu et Glaucielle Soares, mannequin brésilienne. |
| 3  | Polvere di Stelle | 4 décembre 2009 | Mise en scène de Stefano Bertelli; interprétée par Valerio Scanu et un mannequin.                           |

## Classement
| Classifica (2009) | Posizione massima |
| ----------------- | ----------------- |
| Italie            | 2                 |